# جون جي. ميلر (مؤلف)
جون جي. ميلر (بالإنجليزية: John J. Miller)‏ (1954، نيويورك في الولايات المتحدة)؛ روائي أمريكي.